# ヤルンヴィド

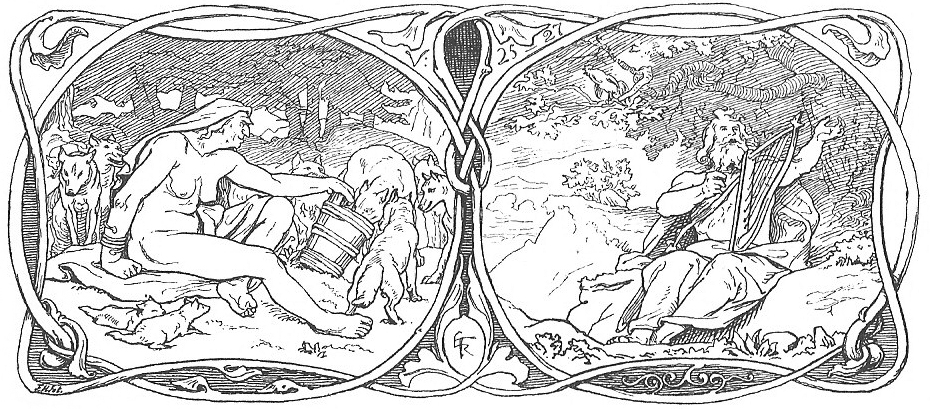
ローランス・フレーリクによって描かれた、ヤルンヴィドに住む魔女とエッグセール。

ヤルンヴィド （古ノルド語: Járnviðr;イアールンヴィズ:古ノルド語: Iárnviðrとも表される。「鉄の森」「Iron-wood」の意。）は北欧神話の世界観における「九つの世界」の一つに数えられる。

スノッリの『散文のエッダ』第一部『ギュルヴィたぶらかし』第12章および『詩のエッダ』の『巫女の予言』の中で、女巨人がフェンリルとの間にもうけた子供の狼達と住む森であると触れられている。ここに住む狼の中にはラグナロクにおいて太陽の女神（ソール）と月の神（マーニ）を飲み込んだとされるスコルとハティも含まれる。
In the east sat an old woman in Iron-wood
and nurtured there offspring of Fenrir
a certain one of them in monstrous form
will be the snatcher of the moon
ここで"In the east"はヤルンヴィドが人間の住むミッドガルドの東に位置することを示す。

"the snatcher of the moon"とはハティ（マーナガルム）のことである。